# Ispezione (medicina)
Semeiotica

"Esame obiettivo"

 · Ispezione

 · Palpazione

 · Percussione

 · Auscultazione

Nell'esame obiettivo che si esegue in medicina generale, la fase della ispezione (dalla parola latina "Inspectio" o atto di trattenere per osservare) è una metodica, accurata ed esaustiva di osservazione del paziente. Questa osservazione richiede l'utilizzo dell'occhio nudo ma a volte può aiutare una lente d'ingrandimento con una lampada fluorescente annessa.
Tutte queste informazioni possono indurre il lettore a sollecitare una eventuale visita medica dal medico di base, dal dermatologo o dal pediatra, mai all'autodiagnosi e ancora meno all'auto-terapia. Per confermare ogni segno indice di malattia (che può essere una semplice caratteristica distintiva della persona sana), ci sono procedure mediche che guidano il medico esperto (infatti lo studente di medicina nei primi anni si auto-esegue una serie di diagnosi più o meno infauste) verso la prescrizione di analisi, esami strumentali, e in ultima istanza terapie mediche e interventi chirurgici.

## Esame complessivo dell'intero corpo e della postura
Durante l'ispezione, l'esaminatore osserva e annota:
Segni esterni:
- Caratteristiche corporee e simmetria generale. Corporatura: astenica, atletica, picnica, normo-conformati.
- Stato nutrizionale, peso, segni di ipovitaminosi di qualsiasi tipo.
- Colore della pelle: ricerca di eventuali forme di ittero, di discromia (decolorazione come nella pitiriasi) conferma di un eventuale ittero dall'osservazione del colore della sclera (parte bianca del bulbo oculare)
- Frequenza e ampiezza del respiro durante la respirazione

(osservazione di eventuali anomalie ("torace a botte" nell'enfisema, "petto carenato", ecc.)
- Movimenti dell'addome e di ogni lato del torace durante la respirazione

(osservazione di anomalie ("addome batraciano", cicatrici lungo la linea alba, oppure da appendicectomia, oppure da parto cesareo)
- Distribuzione del manto pilifero (anomalie: ipertricosi nelle donne, ecc.)
- Divaricazione dei muscoli retti dell'addome
- Ombelico (sito-forma-colore-eventuale infiltrazione)
- Andatura: importante anche per stabilire eventuali malattie cardiologiche (classi NYHA)

Ad esempio la claudicatio intermittens può essere un segno di vasculopatia periferica.

## Direzione dell'esame
Nella pratica medica consueta, si parte dalla testa per proseguire sul collo, tronco e braccia, gambe, per finire con i piedi. Per lo più si cercano alcuni particolari segni di patologie molto frequenti. Tutte le osservazioni vengono trascritte alla fine.

### Testa
L'esame della testa deve comprendere palato, lingua, ugola, tonsille, palpebre, sclere e bulbi oculari.
- Si osserva l'aspetto complessivo e l'espressione del viso (Facies)
- Si cercano eventuali asimmetrie, tumefazioni evidenti, spesso delle ghiandole salivari.
- Asimmetrie nei muscoli masticatori possono essere normali o patologiche.
- La testa turrita è tipica della talassemia major.
- Un palato arcuato può essere segno della Sindrome di Marfan
- Una lingua ingrossata e protrudente la si può riscontrare nell'amiloidosi
- L'ugola bifida la si riscontra nella sindrome di Loeys-Dietz
- Tonsille giallo-arancione nella Malattia di Tangier

#### Occhi e contorno
- Occhi: si cerca l'esoftalmo (sintomo di ipertiroidismo), oppure deviazioni degli occhi (ad esempio verso l'esterno è un sintomo della paralisi del nervo abducente).
- Si cercano macchie o papule giallastre, ossia xantelasmi attorno agli occhi (segno di ipercolesterolemia[1]).
- Tumefazioni peri-orbitarie si possono avere nel mixedema collegato all'ipertiroidismo, ma anche in altre patologie.
- La presenza di chiazze violacee con teleangectasia sulle eminenze malari è definita "facies mitralica" e si associa a stenosi mitralica ed Ipertensione polmonare

#### Bocca
- Eventuali deviazioni della rima orale possono essere dovute a paralisi del nervo facciale
- Favella: spontaneamente si avvertono eventuali disturbi della parola, procedure che se non sono dovute ad alterazioni della lingua, palato o dei muscoli del viso formano parte dell'esame neurologico. Incoerenze del discorso possono essere in rapporto ad uno stato confusionale che se non dovuto a cause esterne (alcool, droga), richiede l'immediata visita al pronto soccorso, per escludere l'ictus.

### Collo
- Tumefazione della ghiandola tiroide (può essere collegata al gozzo o ad altre patologie).

### Braccia
- Indagare l'attività lavorativa per possibili ipertrofie o atrofie muscolari.
- Osservare eventuale linfedema

### Seni
- Simmetria in forma e dimensioni ed eventuali deviazioni e masse grossolane.
- La retrazione della pelle a "buccia d'arancia" può essere un sintomo di tumore alla ghiandola mammaria
- Osservare il capezzolo per rilevare eventuali secchezze ma anche la malattia di Paget del capezzolo.

### Addome
- Osservazione di eventuali asimmetrie, cicatrici, disposizioni anomale di masse.
- Il gonfiore all'addome può essere indice di ascite, che può essere indice di insufficienza cardiaca o di altri disturbi gastro-enterici, come epatite e altre gravi malattie.

### Schiena
- È uno dei luoghi preferenziali per le lesioni causate dalla radiazione solare: eritema solare, nei, ma anche il temibile melanoma.
- Nelle persone costrette a letto sono frequenti le piaghe da decubito, pericolose perché possono infettarsi

### Gambe
- Osservazione di vene varicose ed eventuali altri circoli collaterali.
- Osservazione di tromboflebiti, possibile causa di flebotrombosi.

### Piedi
- Dita a "bacchetta di tamburo", ma anche edemi declivi, sono segni di insufficienza cardiaca
- Rilevare la presenza di colorazioni rossastre alle estremità dei piedi, se associate a piaghe con pus sono uno dei sintomi del diabete mellito avanzato.

## Ispezione con altri sensi rispetto alla vista
L'ispezione durante l'esame obiettivo comporta anche:
- L'ascolto di qualsiasi suono emanante dal cliente: borboritmi, fischi dell'asma, tipi e suoni forti nella di respirazione, ecc.
- Eventuale odore presente: acetonemia